# 孺子牛雕塑
孺子牛雕塑，是深圳市文物保护单位之一，位于中国广东省深圳市深南大道深圳市委大院门前。孺子牛雕塑由广州美术学院副教授潘鹤创作，落成于1984年，是一座以牛为主题的铜雕。

## 历史

### 创作背景和过程
1980年正值深圳经济特区成立之初，当时深圳市交通落后，工作条件很艰苦，堪称困难时期；因此，中共廣東省委梁湘（翌年成为深圳市市长）想到在深圳市委大院里面放置一座雕塑，以呈现深圳经济特区的精神，鼓舞干部和民众。梁湘请来广州美术学院副教授潘鹤来参与雕塑设计方案的讨论。
在1980年的第一次讨论期间，深圳市领导提出把雕塑定为大鹏鸟形象，因为深圳别称鹏城，而且大鹏鸟寓意深圳特区犹如大鹏展翅般一飞冲天；不过，潘鹤反对这个提议，他担心如果深圳的楼房将来发展到三四十层的高度，大鹏鸟雕塑就会变成困在笼里的大鹏，意象不佳。到了1983年，政府打算把莲花定为深圳市花，并打算在市委大院建立一座莲花喷水池；潘鹤反对这个提议，认为“出污泥而不染”（莲花寓意）是干部的本分，不应以此自夸，又质疑“如果说‘出污泥而不染’的话，那么‘污泥’又是指什么？”。其后，有人提议在大院门前放两座石狮子雕塑，但潘鹤反对这个提议，认为市政府应该欢迎群众，而不是像官衙那样摆官架子。因此，雕塑设计尚未有定案。
有一天，梁湘和潘鹤闲聊，谈起大家在文化大革命时“做牛做马”的劳苦经历，潘鹤由此灵机一触，想到把辛勤建设深圳的劳动者和机器就是“牛的化身”，故提出把雕塑形象定为“开荒牛”；梁湘表示认同，并安排潘鹤当晚开始在市委招待所寄宿，让他马上起草雕塑图纸，以免流失灵感。几天后，潘鹤向深圳市领导班子提出开荒牛雕塑的具体设计方案，收到一些支持声音，但亦有反对意见质疑为什么要雕塑要做成低头的牛、而非高飞的鹏；不过，潘鹤的方案获得梁湘大力支持，最终也获市领导同意，得以敲定。
潘鹤从深圳返回广州的工作室，立刻着手创作雕塑。雕塑虽然定名为“开荒牛”，但梁湘和潘鹤想到“未来开荒完了以后怎么办”、“后世还要不要当开荒牛”的问题，决定改称为“孺子牛”雕塑，一来是因为梁湘提出“人民公仆就是人民的牛，人民的孺子牛”，二来也取自鲁迅名言“俯首甘为孺子牛”。孺子牛雕塑在1984年7月27日落成。雕塑揭幕仪式同日在深圳市委大院门前举行，由梁湘负责揭幕剪彩，潘鹤、中共深圳市委副书记周鼎、雕塑家傅天仇都在揭幕仪式上发表讲话。

### 落成后
孺子牛雕塑在落成的同一年获得第六届全国美术作品展览金奖。
1984年12月，周恩来夫人、时任全国政协主席邓颖超到深圳视察，她很喜欢孺子牛雕塑，既与雕塑合照了一遍，还特地召集参加会议的人跟她来到雕塑前合照。她形容“孺子牛”精神就是中华民族精神，又赞扬深圳干部在民众面前自称孺子牛，思想境界很高，希望全国党员都学习深圳干部。此外，邓颖超还提出把孺子牛雕塑从深圳市委大院内部移到门前。
孺子牛雕塑吸引许多市民参观，但雕塑放置在市委大院内部，不方便市民前往欣赏，因此市民呼吁将雕塑迁到大院外。1999年，深圳市委常委会通过把孺子牛雕塑迁移至大门前的花坛上。潘鹤对此表示欢迎。
2008年，潘鹤把孺子牛雕塑的创作定稿捐赠给深圳市，交由深圳市档案馆收藏。2010年，孺子牛雕塑列入深圳市文物保护单位。

## 雕塑设计
孺子牛雕塑是一座铜雕，重4吨、长5.6米、高2米。雕塑底座高1.2米，为花岗石磨光石片，刻有“孺子牛”三字。雕塑本体分为牛和树根两部分。牛全身紧绷，身上满布肌肉线条，头部抵向地面，看起来像是在竭尽全力地负重。牛的四腿后蹬，但前脚稍微弯曲，像是跪着的样子；潘鶴藉此寓意这代人已经筋疲力尽，寄望下一代奋斗下去。牛身后有一堆树根，形态腐朽丑陋；这是潘鶴在宝安区办事时无意在农舍旁看到的，花了八块人民币买来做实物参照，比喻封建意识、小农意识、保守思想、官僚作风。牛奋力拖拉着这块树根，潘鶴藉此寓意铲除保守思想的革命任重道远，希望警醒和激励世人。